# Muhammad Zafrullah Khan
Sir Muhammad Zafrullah Khan, född 6 februari 1893 i Daska, Punjab, Pakistan, död 1 september 1985 i Lahore, Punjab, var en pakistansk jurist och diplomat.

## Biografi
Sir Zafrullah Khans far var en ledande advokat i sin hemstad Daska och vän till Mirza Ghulam Ahmad, grundare av Ahmadiyyagemenskapen. Fadern tillhörde Sahi Jat-klanen medan modern kom från Bajwa Jat-klanen. Han studerade vid Governement College i Lahore och tog sin LL.B. vid Kings College London, England,1914. Han praktiserade juridik i Sialkot och Lahore och var medlem av Punjabs lagstiftande råd 1926-31.
Han var 1930, 1931 och 1932 delegat vid rundabordskonferenserna om Indiens reformering som hölls i London, England. Han blev medlem av Allindiska muslimska förbundet som ledde Pakistans frihetsrörelse och var förbundets ledare mellan 1931 och 1932. År 1935 blev han järnvägsminister för Brittiska Indien, och satt i det brittiska verkställande rådet som dess muslimska medlem från 1935 till 1941. År 1939 flyttade han till Genève för att representera Indien i Nationernas Förbund och 1942 blev han Brittiska Indien sändebud i Kina. Från september 1941 övergick han till att vara domare vid federala domstolen i Indien där han förblev fram till delningen av Indien.
Zafrullah Khan blev en av de mest högljudda förespråkarna för Pakistan och ledde kampanjen för en separat nation i Radcliffekommissionen som fastlade länderna i dagens södra Asien. Han flyttade till Karachi i augusti 1947 och blev medlem i Pakistans första kabinett och tjänstgjorde som landets första utrikesminister. Han förblev Pakistans toppdiplomat till 1954 då han lämnade posten för att ingå i Internationella domstolen i Haag där han hade uppdrag som domare fram till 1958 då han blev domstolens vice ordförande fram till 1961. Han lämnade Haag att bli Pakistans ständige representant i FN, en position han innehade fram till 1964 då han även blev den första asiatisk delegaten att presidera i FN:s generalförsamling.
Under sin tid i FN representerade han också All-palestinska regeringen i en de facto-kapacitet. Han lämnade FN 1964 för att återgå till Internationella domstolen och 1970 blev han den förste och enda pakistanier att fungera som ordförande i Internationella domstolen, en position han uppehöll till 1973.
Han återvände till Pakistan och avgick i Lahore där han dog 1985 vid en ålder av 92 år. Zafrulla Khan anses som en av de ledande grundarna av Pakistan och en framstående medlem av Ahmadiyyasamfundet i Pakistan. Han skrev också flera böcker om islam både på urdu och engelska.